# FannyAnn Eddy
FannyAnn Viola Eddy (1974 – Freetown, 28 september 2004) was een mensenrechtenactiviste uit Sierra Leone, die zich inzette voor de rechten van homo's en lesbiennes in haar eigen land en in andere Afrikaanse landen.
Eddy was in 2002 medeoprichtster van de Sierra Leone Lesbian and Gay Association (SLLGA), de eerste organisatie voor homo's en lesbiennes in het land. In april 2004 hield ze voor de mensenrechtencommissie van de Verenigde Naties een rede waarin ze aan de kaak stelde dat de autoriteiten van haar vaderland geweld vanwege seksuele geaardheid niet vervolgden. Eddy was lid van de commissie van het All Africa Rights Initiative (AARI) en de Namibische Coalition of African Lesbians (CAL).
Eddy werd op 28 september 2004 vermoord. Hiervoor werd zij door ten minste drie mannen die inbraken in het kantoor van de SLLGA eerst verkracht en gestoken met messen. Haar negenjarige zoon en haar levenspartner Esther Chikalipa bleven achter.
In juni 2007 werd in Duitsland door het LSVD de naar haar en Magnus Hirschfeld vernoemde Hirschfeld-Eddy Stiftung opgericht. De doelstelling van deze organisatie is het ondersteunen van mensenrechtenwerk voor homo's, lesbiennes, biseksuelen en transgenders op nationaal en internationaal niveau. In 2008 werd in Sierra Leone de FannyAnn Eddy Poetry Award naar haar vernoemd.